# Coyolxauhqui

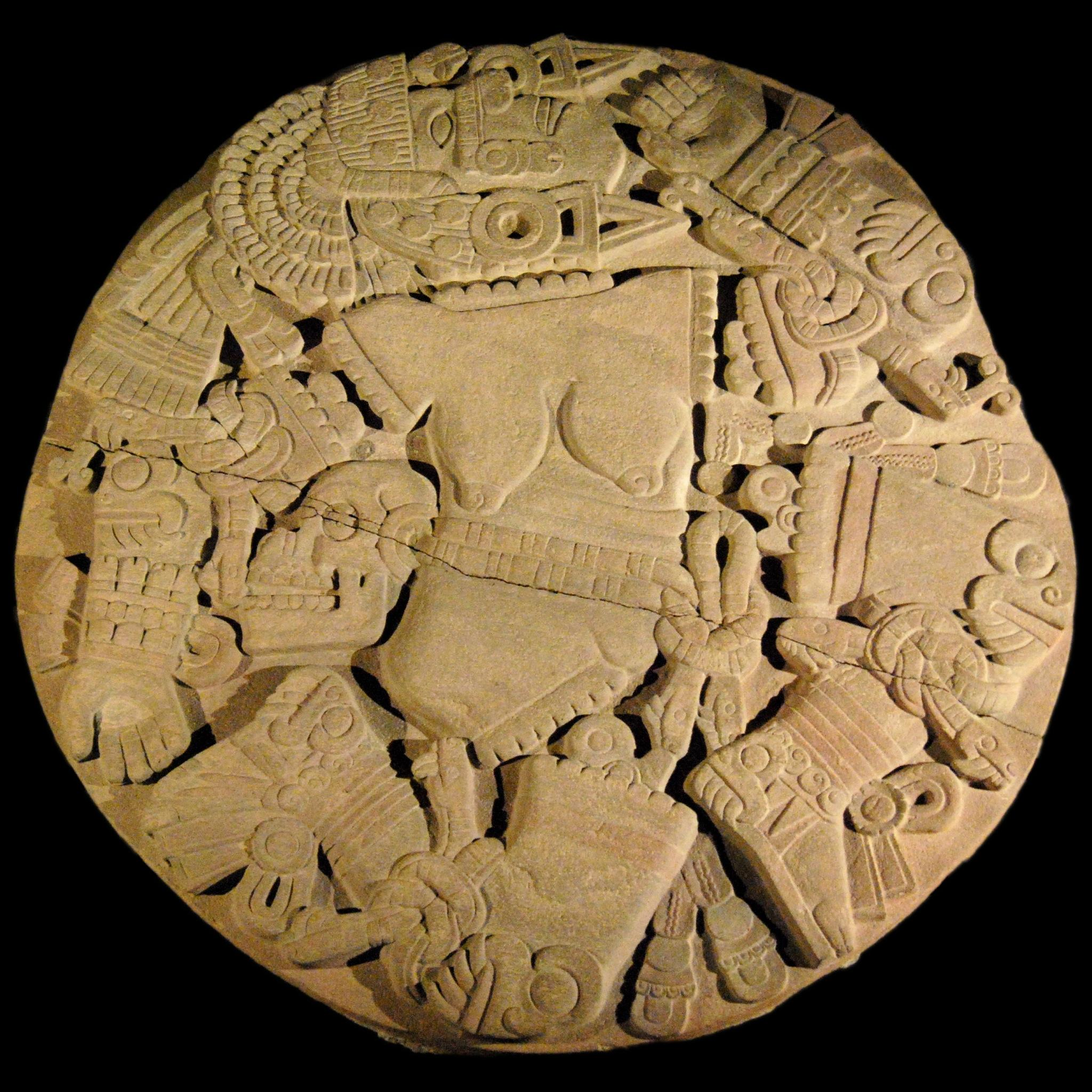
Reliefstein mit Coyolxauhqui, gefunden am Fuße des Templo Mayor

Coyolxauhqui (Nahuatl: Goldene Glocken) war in der aztekischen Mythologie die Göttin des Mondes. Sie war die Tochter Coatlicues und die Schwester der Centzon Huitznahua.

## Zuordnungen
Coyolxauhqui wurde auch mit Tlazolteotl  (die Dreckfresserin) in Verbindung gebracht. Je nach Mondphase zeigte Tlatzoteotl nämlich einen anderen Aspekt ihres Wesens. In der ersten Phase fraß sie die Sünden der Menschen, in der zweiten förderte sie das erotische Spiel, in der dritten verhieß sie Fruchtbarkeit und in der vierten verwandelte sie sich in ein grausames Ungeheuer, das seine Liebhaber verschlang.

## Entstehung
Als Coatlicue von einem Federknäuel geschwängert wurde und Huitzilopochtli in ihr wuchs, sah ihre Tochter Coyolxauhqui das als Schande an. Sie stiftete ihre 400 Brüder, die Centzon Huitznahua, zu einem Mordanschlag an. Als die Geschwister ihre Mutter am Coatepec, dem Schlangenhügel, ermorden wollten, gebar die aber rechtzeitig den voll bewaffneten Huitzilopochtli, der seine Halbschwester zerstückelte und auch die meisten ihrer Brüder erschlug. Den Kopf Coyolxauhquis schleuderte er in den Himmel, wo er seitdem als Mond die Erde umkreist, sodass die Erdgöttin Coatlicue ihre Tochter immer sehen kann.

## Archäologie
Im 21. Februar 1978 entdeckte man bei Bauarbeiten in Mexiko-Stadt einen schildförmig gestalteten Stein. Er erwies sich als Träger eines Reliefs, das die zerstückelte Coyolxauhqui zeigt. Sie ist an den Glocken im Gesicht erkennbar und trägt wie ihre Mutter einen Totenschädel am Gürtel. Weitere Grabungen an der betreffenden Stelle förderten die Fundamente des Templo Mayor zutage und damit den heiligsten Sakralbau der Azteken, den seine Erbauer als Mittelpunkt ihres spirituellen Universums ansahen. So bestätigte sich, was koloniale Zeugnisse berichteten, dass nämlich die Nordhälfte des Doppeltempels dem Regengott Tlaloc geweiht war, die Südhälfte aber Huitzilopochtli. Seine Hälfte symbolisierte den Berg Coatepec, wo Huitzilopochtli einst Coyolxauhqui erschlug und ihre abgeschlagenen Glieder den Abhang hinunterwarf. Heute ist das Relief, das die zerstückelte Göttin zeigt, im Museo del Templo Mayor ausgestellt.

## Mythos um die Mondgöttin und Menschenopfer
Man nimmt an, dass die rituellen Menschenopfer der Azteken mit dem Mythos um Coyolxauhqui in Verbindung stehen. Viele Opferungen vollzog man offensichtlich in Anlehnung an die mythologischen Ereignisse, die zur Enthauptung Coyolxauhquis durch ihren Halbbruder Huitzilopochtli führten. Den Opfern wurde der Kopf abgetrennt, der Rest ihres Körpers oder ihre abgetrennten Gliedmaßen wurden die Tempeltreppe heruntergeworfen, so wie Huitzilopochtli einst die Körperteile seiner Halbschwester vom Coatepec warf. Möglicherweise kamen sie unten auf dem Reliefstein zum Liegen. Ein anderer Fund am Fuße des Templo Mayor zeigt Coyolxauhqui, deren Brust von der Feuerschlange Xiuhcoatl durchbohrt wird. Darin sieht man eine Darstellung des Herzopfers, bei dem das Herz der Gefangenen zu Ehren der Götter mit einem Obsidianmesser aus der Brust geschnitten wurde. Vermutlich stellten die rituellen Menschenopfer, die sich um den Templo Mayor zentrierten, den Sieg der Azteken über ihre Feinde dar.